# Міністерство оборони Нідерландів
Міністерство оборони (нід. Ministerie van Defensie; MinDef) — міністерство Нідерландів, відповідальне за збройні сили Нідерландів і у справах ветеранів. Міністерство було створено в 1813 році як «міністерство війни», а в 1928 році було об'єднано з «міністерством флоту». Після Другої світової війни міністерства знову були розділені, у цей період військовий міністр і міністр військово-морського флоту часто були однією особою, а державний секретар військово-морського флоту відповідав за щоденні справи Королівського флоту Нідерландів. У 1959 році міністерства були об'єднані. Міністерство очолює міністр оборони, наразі Кайса Оллонґрен, якій з квітня 2021 року допомагає начальник оборони Нідерландів Онно Айхельсхайм.

## Обов'язки
Міністерство відповідає за:
- захист території Королівства Нідерландів (до якого входять Нідерланди, Кюрасао, Сінт-Мартен і Аруба) та її союзників;
- захист і зміцнення міжнародної правової системи та стабільності;
- підтримка цивільних органів влади у підтримці порядку, у разі надзвичайних ситуацій та надання гуманітарної допомоги, як національної, так і міжнародної.

## Організація
До складу міністерства входять міністр (Кайса Оллонгрен) і державний секретар оборони (Крістоф ван дер Маат), так званий Центральний штаб, Збройні сили Нідерландів і дві допоміжні організації.
Центральний апарат міністерства очолює Генеральний секретар, найвищий державний службовець. Найважливішими елементами центрального штабу є:
- кілька управлінь політики, персоналу, матеріальних засобів і фінансів
- штабу оборони
- Служба оборонного аудиту
- орган безпеки
- Служба військової розвідки та безпеки
- Управління військової авіації

Найвищою військовою посадовою особою є начальник оборони (нід. Commandant der Strijdkrachten). Він має чотиризірковий генерал або адмірал і контролює види збройних сил, які організовані в три оперативні командування:
- Командування військово-морських сил Нідерландів;
- Командування Королівською армією Нідерландів;
- Командування Королівських ВПС Нідерландів.

Четверта гілка служби, Королівська поліція Нідерландів, підпорядковується безпосередньо Генеральному секретарю.
Збройні сили підтримують дві громадські організації, які підпорядковуються Міністерству оборони:
- Команда підтримки (нід. Commando DienstenCentra); і
- Організація військового матеріального забезпечення (нід. Defensie Materieel Organisatie).

У міністерстві працює понад 70 000 цивільних і військових.